# Međunarodna razredba norma
Međunarodna razredba norma (engleski: International Classification for Standards (ICS)) je međunarodni dokument za normizaciju. Razredba je norma koja je vrijedeća na međunarodnoj razini. Razvijana je radi olakšanja komunikacija i razmjene podataka u području normizacije. Razredbu objavljuje Glavno tajništvo Međunarodne organizacije za standardizaciju u Ženevi jednom godišnje. Namjena razredbe je sastavljanje kataloga međunarodnih, regionalnih, inih i drugih normativnih dokumenata te kao osnova za sustave pretplate na međunarodne, regionalne i nacionalne norme. Također ju se može rabiti za razvrstavanje norma i normativnih dokumenata u podatkovnim bazama, knjižnicama itd.